# Maury Dexter
Maury Dexter   (Paris, 12 de juny de 1927 - Simi Valley, 28 de maig de 2017) (nascut Morris Gene Poindexter) va ser un productor i director estatunidenc de cinema i televisió. Va treballar diverses vegades per a Robert Lippert i l'American International Pictures.

## Biografia
Dexter va néixer a París, Arkansas, fill de William Henry i Emma (nascuda Foster) Poindexter. Té tres germans, Foster, William Jr. i James.
Dexter va entrar per primera vegada en l'espectacle com a actor adolescent al curt de The Three Stooges, Uncivil War Birds (1946). Després d'alguns papers secundaris de cinema, va treballar a la televisió fins al servei militar i la Guerra de Corea; després de llicenciar-se, va actuar a The Hank McCune Show (1950). Un treball amb Regal Films del cineasta Robert L. Lippert finalment va portar a Dexter a produir i dirigir en aquesta producció independent, on moltes de les pel·lícules van ser filmades en set dies amb pressupostos de 100.000 dòlars.
Membre del Consell Directiu d'Amèrica des de 1956, Dexter va dirigir 20 pel·lícules en un any per a la 20th Century Fox. En el decenni de 1960, tenia la seva pròpia empresa de producció, però l'àpex de la seva carrera va arribar quan es va convertir en director per a dues sèries de l'NBC de gran èxit produïdes per l'actor Michael Landon, que va crear, va protagonitzar, i va produir Little House on the Prairie (1974–83) i Highway to Heaven (1984–89).
Dexter va morir a Simi Valley, Califòrnia, als 89 anys.

## Filmografia
- Walk Tall (1960)
- Young Guns of Texas (1962)
- The Day març Invaded Earth (1963)
- The Young Swingers (1963)
- Harbor Lights (1963)
- House of the Damned (1963)
- Police Nurse (1963)
- Surf Party (1964)
- Raiders from Beneath the Sea (1964)
- Django the Condemned (1965)
- The Mini-Skirt Mob (1968)
- Maryjane (1968)
- The Young Animals (1968)
- Hell's Belles (1969)